# Jardines de la Finca San José
Los jardines de la Finca San José son unos jardines históricos ubicados en el distrito de Ciudad Jardín, en la salida norte de la ciudad de Málaga, España.

## Historia
Desde 1761 hasta 1864 fue conocida como Hacienda de Ordóñez por estar en propiedad de esa familia malagueña. En este último año fue comprada por Tomás Heredia Livermore, hijo del industrial Manuel Agustín Heredia. La Hacienda San José fue a su vez ampliada por su nuevo propietario con terrenos de la Hacienda del Leoncillo.

## Descripción
Los jardines son de estilo romántico y paisajista y reúnen variedades de especies plantadas durante la segunda mitad del siglo XIX. La familia Heredia era propietaria de una significativa flota naviera que comerciaba con distintos puntos del globo, de donde se trajeron muchas de las especies que se encuentran en la finca. Presenta similitudes en lo que a contenido botánico se refiere, con la finca La Concepción y con el Parque de Málaga. Destacan una Araucaria columnaris, un ejemplar de Beaucarnea recurvata, uno de Encephalartos villosus y otro de Schotia latifolia entre otras.
La residencia principal del jardín es un palacete de estilo neoclásico y se conserva igualmente un invernadero decimonónico.